# NGC 1271
NGC 1271 is een lensvormig sterrenstelsel in het sterrenbeeld Perseus. Het hemelobject werd op 14 november 1884 ontdekt door de Franse astronoom Guillaume Bigourdan.

## Synoniemen
- PGC 12367
- ZWG 540.96